# Більшовицька сільська рада
Більшовицька сільрада (біл. Бальшавіцкі сельсавет) — адміністративна одиниця на території Гомельського району Гомельської області Білорусі.

## Склад
Більшовицька сільрада охоплює 2 населених пункти:
- Більшовик — робітниче селище;
- Рассвєтна — село.

Вилучені населені пункти сільради:
- Піщана — село.